# Chitta
Chitta (prononciation chitta) (sanskrit, IAST: citta;  devanāgarī : चित्त ; pali) désigne, selon le contexte, la conscience, la pensée, l'esprit, l'intelligence, le cœur. Dans le Vedanta, citta est l'essence de la conscience, son siège en est symboliquement le cœur, où il est associé à l'âme (jivatman). Il a également le sens de mémoire, de pensée ou de conscience. Dans le bouddhisme, il désigne l'esprit au sens le plus large.

## Hindouisme

### Sāṃkhya Yoga
Dans les Yoga Sūtra de Patañjali, ce terme désigne le réceptacle des impressions (issues des Vṛtti) formées à partir des objets perçus ou conçus (conception) par le mental (manas) à l'aide des dix indriya. 
Ce terme désigne en yoga non seulement le réceptacle des perceptions et fonctions vitales, mais encore les impressions (saṃskāra) et tendances de vies antérieures (vāsanā).
Ce terme associé à vṛtti pour former le vocable cittavṛtti désigne les modifications dans le citta qui sont de cinq sortes selon les Yoga Sūtra. Citta est un concept fondamental de cette philosophie qui entre dans la définition du mot sanskrit « yoga », mais qui n'est pas défini lui-même avec précision dans les Yoga Sūtra.

### Advaita Vedānta
Citta peut se confondre avec le terme « Antaḥkaraṇa » qui désigne l'« organe interne » composé de buddhi (intellect), Ahaṃkāra (ego) et manas (mental) dans les écoles du Sāṃkhya et du Vedānta (Plus particulièrement de l'Advaita Vedānta).

## Bouddhisme
Dans le bouddhisme, citta désigne ce qu'on appelle habituellement l'esprit au sens le plus large: l'ensemble des fonctions mentales, rationnelles, émotionnelles, conscientes ou inconscientes. Dans certains textes du canon pali, c'est un synonyme de viññāna. 
Citta est l'objet de la méditation dans la troisième partie du Satipatthana, aussi nommé le Sutra des quatre établissements de la pleine conscience.
La purification de l'esprit (citta-visuddhi) est une étape de la voie bouddhique, selon le Visuddhimagga. L'Éveil est aussi appelé « libération » du citta (cittavimutti) : le citta est définitivement libéré des kleśa. 
Prajñānanda distingue trois modes, ou trois niveaux du citta :
- le subconscient, bhavaṅga srota, pollué chez l'être non-éveillé par les āsrāva (pulsions du désir, du vouloir-vivre, de l'ignorance)  ;
- le conscient, vijñāna, connaissance discriminative qui est une production du manas ;
- le surconscient, prajñā.